# DSA-525
La DSA-525 es una carretera perteneciente a la Red Secundaria de la Diputación Provincial de Salamanca que une la DSA-521 con la localidad de Espino de los Doctores.

## Recorrido
La carretera DSA-525 tiene su origen en Vega de Tirados en la intersección con la carretera DSA-521, y termina en el casco urbano de Espino de los Doctores en la intersección con la carretera DSA-523 formando parte de la Red de carreteras de Salamanca.
| Vega de Tirados (Intersección con ) - Espino de los Doctores (Intersección con ) | Vega de Tirados (Intersección con ) - Espino de los Doctores (Intersección con ) | Vega de Tirados (Intersección con ) - Espino de los Doctores (Intersección con ) | Vega de Tirados (Intersección con ) - Espino de los Doctores (Intersección con ) | Vega de Tirados (Intersección con ) - Espino de los Doctores (Intersección con ) | Vega de Tirados (Intersección con ) - Espino de los Doctores (Intersección con ) | Vega de Tirados (Intersección con ) - Espino de los Doctores (Intersección con ) | Vega de Tirados (Intersección con ) - Espino de los Doctores (Intersección con ) | Vega de Tirados (Intersección con ) - Espino de los Doctores (Intersección con ) | Vega de Tirados (Intersección con ) - Espino de los Doctores (Intersección con ) | Vega de Tirados (Intersección con ) - Espino de los Doctores (Intersección con ) |
| Esquema                                                                          | PK                                                                               | Sentido Espino de los Doctores                                                   | Sentido Espino de los Doctores                                                   | Sentido Espino de los Doctores                                                   | Sentido Espino de los Doctores                                                   | Sentido Vega de Tirados                                                          | Sentido Vega de Tirados                                                          | Sentido Vega de Tirados                                                          | Sentido Vega de Tirados                                                          | Incidencias                                                                      |
| Esquema                                                                          | PK                                                                               | Velocidad                                                                        | Elemento                                                                         | Salida                                                                           | Salida                                                                           | Salida                                                                           | Salida                                                                           | Elemento                                                                         | Velocidad                                                                        | Incidencias                                                                      |
| Esquema                                                                          | PK                                                                               | Velocidad                                                                        | Elemento                                                                         | Dir.                                                                             | Nombre                                                                           | Nombre                                                                           | Dir.                                                                             | Elemento                                                                         | Velocidad                                                                        | Incidencias                                                                      |
| -------------------------------------------------------------------------------- | -------------------------------------------------------------------------------- | -------------------------------------------------------------------------------- | -------------------------------------------------------------------------------- | -------------------------------------------------------------------------------- | -------------------------------------------------------------------------------- | -------------------------------------------------------------------------------- | -------------------------------------------------------------------------------- | -------------------------------------------------------------------------------- | -------------------------------------------------------------------------------- | -------------------------------------------------------------------------------- |
|                                                                                  | 0,0                                                                              |                                                                                  |                                                                                  | Zarapicos Salamanca                                                              | Zarapicos Salamanca                                                              | Zarapicos Salamanca                                                              |                                                                                  |                                                                                  |                                                                                  |                                                                                  |
| Baños de Ledesma Juzbado                                                         | 0,0                                                                              |                                                                                  |                                                                                  |                                                                                  |                                                                                  |                                                                                  |                                                                                  |                                                                                  |                                                                                  |                                                                                  |
|                                                                                  | 5,2                                                                              |                                                                                  |                                                                                  | ESPINO DE LOS DOCTORES                                                           | ESPINO DE LOS DOCTORES                                                           | ESPINO DE LOS DOCTORES                                                           | ESPINO DE LOS DOCTORES                                                           |                                                                                  |                                                                                  |                                                                                  |
|                                                                                  | 5,520                                                                            |                                                                                  |                                                                                  |                                                                                  | Ledesma                                                                          | Ledesma                                                                          | Ledesma                                                                          |                                                                                  |                                                                                  |                                                                                  |
|                                                                                  | 5,520                                                                            | Golpejas                                                                         |                                                                                  |                                                                                  |                                                                                  |                                                                                  |                                                                                  |                                                                                  |                                                                                  |                                                                                  |